# Quercus tardifolia
Quercus tardifolia C.H.Mull. – gatunek rośliny z rodziny bukowatych (Fagaceae Dumort.). Występuje naturalnie w południowych Stanach Zjednoczonych – w Teksasie. 

## Morfologia
PokrójZimozielone drzewo o szarej i szorstkiej korze.
LiścieBlaszka liściowa ma eliptyczny lub odwrotnie jajowaty kształt. Mierzy 5–10 cm długości oraz 2–7 cm szerokości, jest potrójnie lub poczwórnie klapowana, ma sercowatą nasadę i ostry lub tępy wierzchołek. Ogonek liściowy jest nagi lub owłosiony i ma 10–20 mm długości.

## Biologia i ekologia
Rośnie na brzegach rzek. Występuje na wysokości około 2000 m n.p.m.

## Ochrona
Roślina ma status gatunku krytycznie zagrożonego.